# Nekhen
Nekhen (ou Hiérakonpolis selon les Grecs) est une ville de l'Égypte antique où l’on adorait le dieu faucon Horus. Fondée dès l'époque prédynastique, l'ancienne Nekhen se situait dans le 3e nome de Haute-Égypte, le nome « de la Forteresse » ou  « Le Rural »  ou  « les deux plumes » (nxn), à environ cent kilomètres au nord d'Assouan. D'un point de vue symbolique, cette cité était le pendant de la ville de Bouto en Basse-Égypte. 
Les fouilles du temple ont livré un grand nombre d'objets sacrés remontant à l'époque prédynastique. On y a trouvé deux importants cimetières protohistoriques, avec tombes peintes et les restes d'une ville remontant presque au début de la civilisation de Nagada.

## Toponymie
| O47 · O49 |

| O47 · O49 |

Le site, comme beaucoup d'autres villes égyptiennes, a eu plusieurs noms au cours de l'histoire :
- en égyptien ancien, son nom était Nekhen (Nḫn), signifiant « la Forteresse » ;
- en grec ancien, son nom était Ἱεράκων πόλις (Hiérakon polis), signifiant « la ville des faucons » ;
- son nom arabe actuel est الكوم الأحمر (Kôm el-Ahmar).

## Le site de Nekhen
Le site est localisé à vingt kilomètres de la ville actuelle d'Edfou (Haute-Égypte). Il se déploie sur quatre kilomètres de long et cinq-cents mètres de large, sur la rive gauche du Nil. Il est longé par la route qui va du Caire à Assouan. L'endroit est actuellement menacé par une remontée de la nappe phréatique due à l'irrigation consécutive à la mise en culture dans le « wadi abu-Sufian ».
Les travaux de Michael Hoffman ont révélé l'essor d'une première élite, vers 3600-3500 av. J.-C, alors que la population du site passait de 5000 à 10 000 habitants, environ. Cette période correspond à la fin de la culture de Nagada I, lorsqu'avec Abydos, ces trois cités voyaient l'émergence de tout nouveaux centres politiques et où le pouvoir renforçait les moyens dont il disposait. Jusqu'en 3300, la puissance de Hiérakonpolis est centrale en Haute-Égypte ; elle décline par la suite. On parle, vers 3300-3150, de monarchies basées sur ces trois villes, mais c'est Abydos qui prend le dessus, dont témoignerait la tombe U-j d'un roi d'Abydos (v. 3300 av. J.-C.).
Le plus ancien visiteur scientifique connu à Hiéraconpolis était Dominique Vivant Denon en 1798, comme membre de l'expédition d'Égypte. Là, à côté d'un grand nombre de maisons et de débris de structures, il note un portique érodé mais debout donnant sur les bâtiments en grès plus ou moins détruits et de taille assez considérable. C'est le temple de Ptolémée qui se dresse encore sur les alluvions de la motte urbaine de l'ancienne Nekhen. Ses dessins, tous originaux et les copies figurent dans les récits de publication et dans une assiette du service de table égyptien de Napoléon Ier. C'est tout ce qui reste des informations que nous avons sur cette structure.
En 1897, James Edward Quibell, un égyptologue anglais, explore ce vaste ensemble. C'est le commencement d'un siècle de fouilles qui se poursuivent encore en 2014.

## Un siècle de fouilles (1898-1998)
Nekhen est un des berceaux de l'Égypte pharaonique. La dynastie égyptienne zéro aurait pris naissance là, à partir des clans qui occupaient la vallée du Nil, depuis la mer Méditerranée jusqu'à la première cataracte. Nekhen se situe dans la moitié sud de l’Égypte.
Les fouilles sur le site de deux cimetières distincts révèlent les prémices de maints caractères et pratiques qui définiront plus tard la civilisation égyptienne des époques dynastiques.
Au cimetière des ouvriers, situé en bordure méridionale du site, des traces de momification primitive (momies partielles : mâchoires ou mains momifiées de femmes, datant de -3600) et de rites funéraires ont été préservés grâce à la sécheresse du sable. Dans la nécropole des notables, située dans le ouadi, la découverte de masques, de statues en pierre et d'une architecture funéraire datés dès -3500, place Hiérakonpolis à l'avant-garde de traditions vouées à une longue et riche histoire.

## Trouvailles historiques
Le site reste surtout connu pour avoir livré la palette de Narmer qui représente l'aboutissement d'une extraordinaire évolution qui a commencé au moins cinq-cents ans avant la naissance de Narmer. Une autre trouvaille importante, la massue du roi Scorpion qui est ainsi improprement nommée car attribuée récemment au roi Narmer.
Le site est activement fouillé depuis plus d'un siècle. Les derniers travaux sont relatés par l'Association des Amis de Nekhem (1898-1998 : centenaire).

## Sites remarquables

### «Le fort»
La structure de Nekhen dénommée improprement « fort » est une enceinte massive faite de briques de terre séchée. Sa construction est attribuée au roi Khâsekhemoui de la IIe dynastie. C'est une enceinte cérémoniale, cultuelle, qui semble être similaire en structure et en destination aux « forts » construits en Abydos et n'a apparemment aucune fonction militaire. La véritable fonction de ces structures est inconnue mais il semble qu'elle est en relation avec les rites de la royauté et de la culture.
La structure rituelle a été construite sur un cimetière prédynastique. Les fouilles effectuées là, comme le travail des voleurs de briques, ont sérieusement miné les murs et les ont laissé au bord de l'effondrement. Pendant deux ans (2005 et 2006, l'équipe de Renée Friedman a tenté de stabiliser la structure existante en renforçant les zones mises en danger avec de nouvelles briques de terre.
Les études menées montrent qu'il y eut deux phases de construction. Une première structure a été recouverte par une extension en hauteur des murs. De plus, les fouilles de 1999 à l'intérieur, ont revêlé de nombreux débris de granite rouge. Un linteau a pu être reconstitué.

### Les cimetières

#### Tombes dynastiques
Le site de Hiérakonpolis contient d'importants monuments datant de périodes plus récentes. Récemment, ils ont été injustement maintenus dans l'ombre et négligés. On trouve là une série de tombes creusées dans le roc datées de l'Ancien, du Moyen Empire, de la Deuxième Période intermédiaire, du Nouvel Empire et de la Basse époque. Ces tombes sont à bien des égards uniques et ont été, sauf quelques exceptions, assez mal interprétées. Datant de périodes sous-représentées dans d'autres sites de la Haute-Égypte, elles constituent un ajout important au corpus des tombes décorées de l'Égypte antique. Ouvertes et sans protection jusqu'à l'installation de grilles par l'expédition de 1996, ces tombes ont subi de nombreux dommages de la part de nombreux facteurs naturels et humains. Elles ont beaucoup à nous apprendre.
Ces tombes sont situées sur deux massifs gréseux à environ 1,5 km de Nekhen. Les plus anciennes tombes (aussi désignées par basses) sont situées sur une petite colline à environ cent-cinquante mètres de l'enceinte de Khâsekhemoui (IIe dynastie, le « Fort »). Quelques chapelles de tombes de différentes tailles et complexité ont été creusées dans les faces sud et est de cette colline mais seulement deux ont conservé leur décoration de peintures : la tombe de Itjefty (Ancien Empire), plus tard usurpée durant le Moyen Empire par le gouverneur Ny-ânkh-Pepy (chef des prêtres et trésorier d'Horus) ; et la tombe voisine de Horemkhaouef (de la Deuxième Période intermédiaire, chef des prêtres et superviseur des champs). 
Le second groupe (tombes supérieures) est localisé à environ un kilomètre dans le désert, sur les bords du ouadi Abu-Sufian, sur la colline nommée Burg el-Hamman (colline des Pigeons). Là sont les tombes des superviseurs des creuseurs, Djehouty et son voisin Hormeni (débuts de la XVIIIe dynastie) et la tombe du premier prophète d'Horus à Nekhen, Hormose et sa femme Henouta'o (fin de la XXe dynastie). Tous ont un intérêt particulier comme unique exemples de tombes pouvant être datées par des cartouches royaux respectivement de Thoutmôsis Ier et Ramsès XI.